# Indophantes sumatera
Indophantes sumatera är en spindelart som beskrevs av Michael Ilmari Saaristo och Andrei V. Tanasevitch 2003. Indophantes sumatera ingår i släktet Indophantes och familjen täckvävarspindlar. Inga underarter finns listade i Catalogue of Life.